# Син, Хайме Лачика
Хайме Лачика Син (исп. Jaime Lachica Sin; 31 августа 1928, Новый Вашингтон, Филиппины — 21 июня 2005, Манила, Филиппины) — филиппинский кардинал. Титулярный епископ Оббы и вспомогательный епископ Харо с 10 февраля 1967 по 20 июня 1970. Апостольский администратор sede plena Харо с 20 июня 1970 по 15 января 1972. Титулярный архиепископ Масса Любрензе и коадъютор с правом наследования архиепархии Харо с 15 января по 8 октября 1972. Архиепископ Харо с 8 октября 1972 по 21 января 1974. Архиепископ Манилы с 21 января 1974 по 15 сентября 2003. Апостольский администратор Манилы по 15 сентября по 21 ноября 2003. Кардинал-священник с титулом церкви Санта-Мария-деи-Монти с 24 мая 1976.
С 1976 года по 1981 год был председателем Конференции католических епископов Филиппин. 
Скончался 21 июня 2005 года. Похоронен в крипте кафедрального собора Манилы.

## Роль всвержении диктатуры Маркоса
После убийства в 1983 году лидера оппозиции Бенигно Акино кардинал Син призвал оппозицию объединиться вокруг его жены Корасон Акино. Перед президентскими выборами в феврале 1986 года при поддержке кардинала Сина, призвавшего священников и монахинь возглавить местные отделения Национального движения граждан за свободные выборы, для мониторинга выборов и охраны урн для голосования по всей стране было привлечено полмиллиона добровольцев. По их подсчётам, подавляющим большинством голосов победила Корасон Акино. 15 февраля победителем был объявлен действующий президент Фердинанд Маркос. Официальные итоги были признаны фальшивыми Конференцией католических епископов Филиппин, американскими наблюдателями и десятками счётчиков, работавших в избирательной комиссии, которые устроили демонстрацию протеста и покинули рабочие места, увидев, что их подсчёты были подтасованы. На следующий день Корасон Акино обратилась к участникам митинга в Маниле, собравшего два миллиона человек, и призвала начать кампанию гражданского неповиновения с требованием отставки Маркоса.
22 февраля министр обороны Хуан Энриле и глава полиции страны Фидель Рамос выступили с требованием к Маркосу уйти в отставку и вместе с несколькими сотнями своих сторонников закрепились на военной базе. Ночью кардинал Син выступил по Католическому радио, обратившись к гражданам с просьбой поддержать мятежных солдат. На следующее утро сотни тысяч филиппинцев окружили базу. Маркос направил на подавление мятежа танковый батальон. Прибыв на место, солдаты обнаружили хорошо организованных мирных граждан. В первых рядах стояли монахини, которые становились на колени перед танками, держа в руках чётки, в то время как беременные женщины, старушки и дети предлагали солдатам еду. Несмотря на приказ применить оружие солдаты отказались стрелять в безоружных людей и начали присоединяться к толпе. В течение нескольких дней на сторону мятежников перешли около 80 % всех военнослужащих. 25 февраля Маркос покинул страну.

## Роль в политической жизни в условиях демократии
В 2001 кардинал Син стал один из лидеров манифестаций протеста против президента Джозефа Эстрады, которого народ обвинял в коррупции. В результате Эстрада был вынужден уйти в отставку, президентом стала вице-президент Глория Макапагал-Арройо. В июле 2003 года группа офицеров попыталась свергнуть Макапагал-Арройо, однако за несколько часов до неудачного переворота кардинал Син призвал филиппинцев не поддаваться на провокации врагов демократии.